# Виндишгарстен
Виндишгарстен (нем. Windischgarsten) — ярмарочная коммуна (нем. Marktgemeinde) в Австрии, в федеральной земле Верхняя Австрия.
Входит в состав округа Кирхдорф-на-Кремсе. Население составляет 2452 человека (на 31 декабря 2005 года). Занимает площадь 5 км². Официальный код — 40 923.

## Политическая ситуация
Бургомистр коммуны — Норберт Фёгерль (АНП) по результатам выборов 2003 года.
Совет представителей коммуны (нем. Gemeinderat) состоит из 25 мест.
- АНП занимает 14 мест.
- СДПА занимает 10 мест.
- АПС занимает 1 место.

## Города-побратимы
- Гросенлюдер, Германия